# Koljö fjord
Koljö fjord, även benämnd Koljefjorden och Kalvöfjorden, är en inlandsfjord i sydvästlig-nordostlig riktning belägen i Uddevalla- och Orusts kommuner. I sydost begränsas den av Orusts branta sidor och i nordost av Bokenäset.
Fjorden löper från Malö Strömmar till Orusts nordspets och omfattar ett tiotal öar: de största är Kalvön (med Kalvöns naturreservat) och Koljön (med Koljöns naturreservat) samt Hjältön.